# Líder da Minoria (Congresso dos Estados Unidos)
Na política dos EUA, o líder da minoria é o líder do segundo maior grupo político de uma sessão legislativo. Dada a natureza bipartidária do sistema dos EUA, o líder da minoria é quase inevitavelmente um republicano ou um democrata. A posição poderia ser considerada semelhante à do Líder da Oposição nos sistemas parlamentares. Em legislaturas bicameral, a contrapartida do líder da minoria na câmara baixa é o Presidente da Câmara, e o líder da maioria é, portanto, apenas o segundo membro mais antigo do grupo parlamentar do partido da maioria. Em contraste, nas câmaras altas, o presidente titular é frequentemente um oficial eleito separadamente, como um vice-governador ou vice-presidente.
O líder da minoria é frequentemente auxiliado em seu papel por um ou mais deputados do grupo parlamentar, cujo trabalho é fazer cumprir a disciplina partidária em votos considerados cruciais pela liderança do partido e garantir que os membros não votem contra a posição dos líderes partidários. Alguns votos são considerados tão cruciais a ponto de levar a medidas punitivas (como rebaixamento das atribuições do comitê de escolha) para membros que violam a linha do partido; decisões como essas são frequentemente tomadas pelo líder da minoria em conjunto com outros líderes partidários seniores.
Em um estado onde o poder executivo e ambas as casas da legislatura estadual são controlados pelo outro partido, o líder da minoria de uma das casas (mais frequentemente a superior) pode ser visto como o membro mais antigo do partido naquele estado com relação ao governo estadual (embora inferior em posição a um senador ou representante dos Estados Unidos, se houver nesse partido daquele estado).
Às vezes, especialmente durante a legislação crucial, o líder da minoria pode ser consultado pelo líder oposto para que as coisas sejam aprovadas mais facilmente e garantir que disposições importantes para os interesses do partido minoritário sejam incluídas. O nível de partidarismo nos órgãos legislativos estaduais varia muito de um estado para outro.

## Seleção
Os líderes de cada partido são eleitos por seus respetivos partidos no Congresso do partido a portas fechadas por voto secreto.  A Speaker-presuntivo é assumido como sendo o Presidente espectável, mas ele ou ela não foi formalmente selecionado para ser nomeado para Speaker pelo Congresso do partido da maioria.
Como o presidente da Câmara, os líderes da minoria são tipicamente legisladores experientes quando ganham a eleição para este cargo.

## Atual líder e Vice-líder da Minoria da Câmara dos Representes dos Estados Unidos
| Cargo                                              | Nome | Nome            | Partido   | Data                                |
| -------------------------------------------------- | ---- | --------------- | --------- | ----------------------------------- |
| Líder da Minoria da Câmara dos Representantes      |      | Hakeem Jeffries | Democrata | 3 de janeiro de 2023 até o presente |
| Vice-líder da Minoria da Câmara dos Representantes |      | Katherine Clark | Democrata | 3 de janeiro de 2023 até o presente |

## Atual líder e Vice-líder da Minoria do Senado dos Estados Unidos
| Cargo                                              | Nome | Nome            | Partido     | Data                                  |
| -------------------------------------------------- | ---- | --------------- | ----------- | ------------------------------------- |
| Líder da Minoria do Senado dos Estados Unidos      |      | Mitch McConnell | Republicano | 20 de janeiro de 2021 até ao presente |
| Vice-líder da Minoria do Senado dos Estados Unidos |      | John Thune      | Republicano | 20 de janeiro de 2021 até ao presente |